# Cathédrale de la Trinité d'Alba Iulia
 (août 2024).
Si vous disposez d'ouvrages ou d'articles de référence ou si vous connaissez des sites web de qualité traitant du thème abordé ici, merci de compléter l'article en donnant les références utiles à sa vérifiabilité et en les liant à la section « Notes et références ».
Cette  cathédrale n’est pas la seule cathédrale de la Sainte-Trinité.
La cathédrale de la Trinité (en roumain : Catedrala Sfânta Treime) surnommée cathédrale du couronnement (Catedrala Încoronării jusqu'en 1948) et cathédrale de la réunification de la nation (Catedrala Reîntregirii Neamului depuis 1948) est l'église épiscopale des orthodoxes roumains à Alba Iulia.

## Description

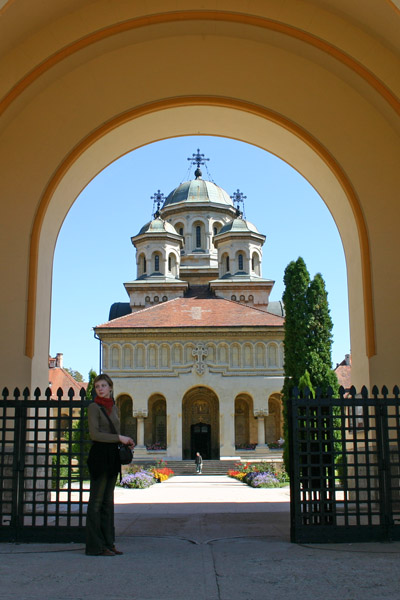
Cathédrale de la Sainte-Trinité.

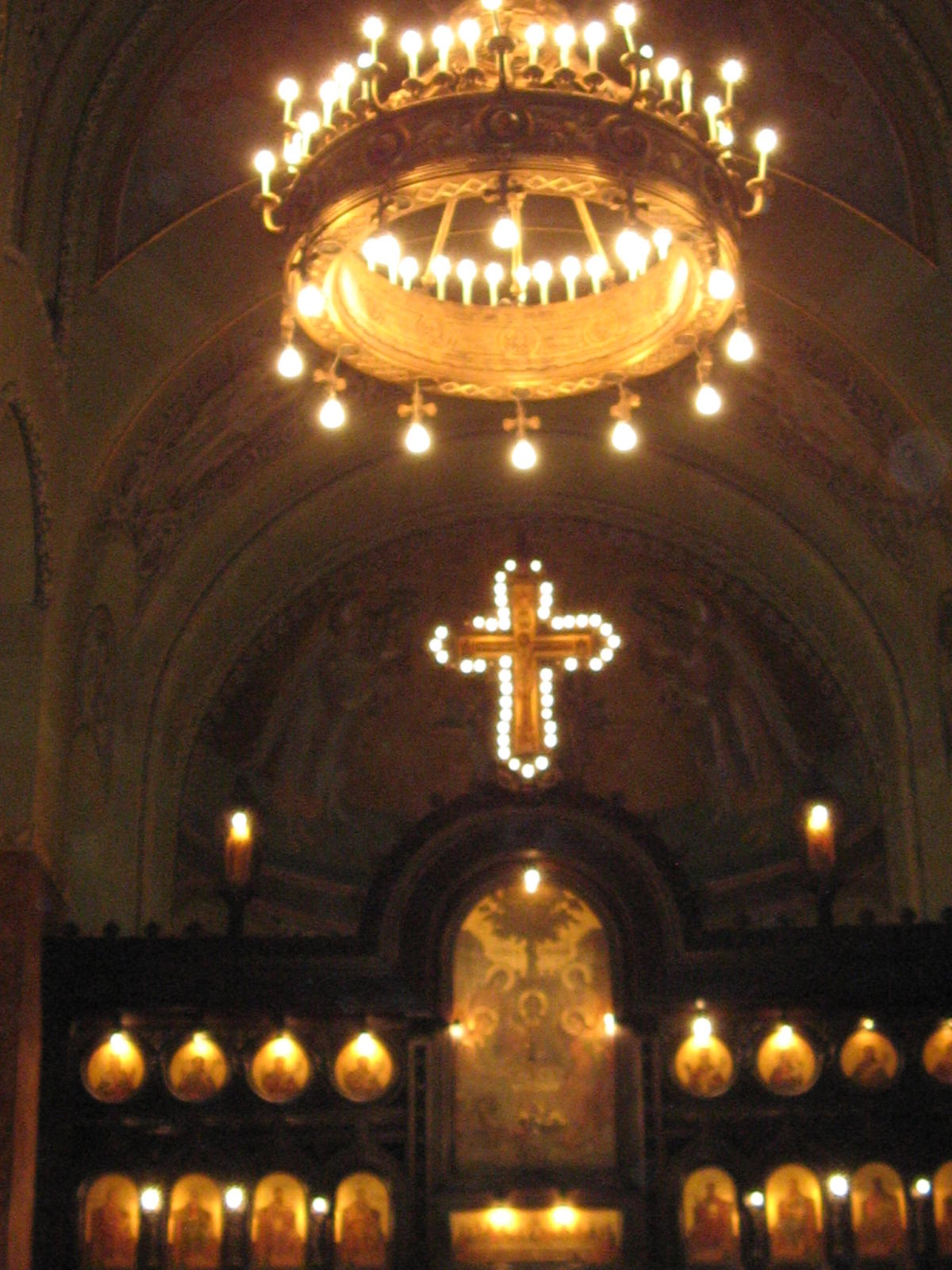
Croix et chandelier au-dessus de l'iconostase.

Le bâtiment central est de style néo-byzantin avec coupoles principales et latérales. Le clocher d'un mètre de haut et un rectangle environnant de bâtiments résidentiels, de réunion et administratifs ont été construits en 1921-1923 selon les plans de Victor Gheorghe Ștefănescu (ro) à proximité immédiate de la cathédrale catholique romaine Saint-Michel après que la Transylvanie est devenue une partie de la Roumanie à la suite de la Première Guerre mondiale. L'annexion de la Transylvanie est également appelée dans l'historiographie roumaine « réunification », puisque sous Michel Ier le Brave les trois pays de Valachie, de Moldavie et de Transylvanie en 1600 étaient déjà unis pour une courte période en 1600. Le 15 octobre 1922, la cathédrale est le théâtre du couronnement du roi Ferdinand Ier et de la reine Marie. En 1948, après l'interdiction de l'Église grecque-catholique roumaine par le régime communiste et l'arrestation de nombreux prêtres et laïcs opposés, l'union de l'Église uniate et de l'Église orthodoxe roumaine a lieu ici.